# Deon Thompson
Deon Marshall Thompson (Torrance, 16 september 1988) is een Amerikaans basketbal speler die speelt voor Galatasaray. Eerder kwam hij ook nog uit voor topclubs zoals; Alba Berlin en Hapoel Jeruzalem BC.